# Anthony Bajon
 Anthony Bajon  es un actor francés nacido el 7 de abril de 1994. Debido a su interpretación de Thomas en La Prière de Cédric Kahn, fue ganador del Oso de plata al Mejor Actor en el Festival de cine de Berlín.

## Biografía
Anthony Bajon comenzó su carrera como actor a la edad de 12 años en el escenario del teatro. Desde entonces ha actuado regularmente en varios teatros en Francia.
En 2015, debutó en la película dirigida por Lea Fehner, Les Ogress , después trabajó con directores como Jacques Doillon y André Téchiné .
En 2018, Anthony Bajon interpretó el papel principal del adicto a las drogas Thomas, de 22 años, en la película de Cedric Kahn , La Prière . Por este papel, recibió el Oso de Plata al Mejor Actor en el Festival Internacional de Cine de Berlín , convirtiéndose en el séptimo actor francés en la historia del festival en recibir este premio.
En 2019 protagonizó la película Au nom de la terre de Edouard Bergeon, que le valió su primera nominación en los Premios César.

## Filmografía

### Largometrajes
- 2015 : Les Ogres de Lea Fehner : joven de la caravana
- 2016 : Médecin de campagne de Thomas Lilti
- 2016 : Les Enfants de la chance de Malik Chibane : Marcel
- 2017 : L'Embarras du choix de Eric Lavaine : estudiante
- 2017 : Maryline de Guillaume Gallienne : Simon, le frère de Maryline
- 2017 : Nos années folles de André Téchiné
- 2017 : Rodin  de Jacques Doillon : Auguste Beuret
- 2018 : La Prière de Cédric Kahn : Thomas
- 2019 : Au nom de la terre de Edouard Bergeon : Thomas
- 2019 : Tu mérites un amour de Hafsia Herzi : Charlie
- 2019 : Les Méchants de Mouloud Achour y Dominique Baumar
- 2020 : Teddy de Zoran Boukherma y Ludovic Boukherma : Teddy
- 2020 : Merveilles à Montfermeil de Jeanne Balibar : Guillaume
- 2020 : La troisième guerre de Giovanni Aloi  : Léo
- 2020 : Pour le meilleur et pour le pire de Stéphane Brizé

### Cortometrajes
- 2014 : Petit Homme de Jean-Guillaume Sonnier
- 2015 : Les Bêtes errant sous les feuilles de laurier de Théo Gottlieb
- 2015 : Azurite de Maud Garnier : Timanthe
- 2015 : Magic World de Julien Hosmalin : Johan
- 2016 : Le Vélo de Jérémy de Zoé Héran
- 2016 : Fils de de Léo Fontaine : Val
- 2017 : Plein été  de Josselin Facon : el jardinero
- 2017 : Le Bleu Blanc Rouge de mes cheveux de Josza Anjembe : Fabien
- 2017 : Mon poussin (SweetHeart) de Jérémie Seguin : Charlie